# 347
Cette page concerne l'année 347  du calendrier julien. Pour l'année 347 av. J.-C., voir 347 av. J.-C. Pour le nombre 347, voir 347 (nombre).
L'année 347 est une année commune qui commence un jeudi.

## Événements
- 8 mars : Constance II est à Ancyre, où Thémistios lui délivre son premier panégyrique au printemps[1].
- 11 mai : Constance II est probablement à Hiérapolis[1].
- 31 mai : Ulpius Limenius (en) est Préfet du prétoire en Italie. Le 12 juin, il devient Préfet de Rome (fin le 8 avril 349)[2].
- 29 juin, Numidie : soulèvement des donatistes de Vegesala après que Macaire a fait bastonner les envoyés donatistes à la suite de leurs imprécations, aussitôt réprimé. Les évêques donatistes sont relâchés à l'exception du chef de la délégation Marculus[3]. 
  - Répression de la révolte des Circoncellions en Numidie. Constant Ier envoie en Afrique les légats Paulus et Macarius, qui favorisent le catholicisme contre le Donatisme. L'évêque donatiste de Bagaï résiste. Il fait appel aux Circoncellions, qui affrontent les troupes romaines du comte Sylvestre. Après leur défaite, la population de Bagaï est massacrée. Parmi les Circoncellions, le pseudo-martyr, sous forme de suicide, devient courant[4]. Après la prise de Bagaï, les évêques de Numidie se réunissent en concile et envoient dix d'entre eux en délégation auprès de Macarius à Vegesala, près de Tébessa[3].

- 15 août, Carthage : Constant promulgue un décret d'union qui remet en vigueur celui de 317, par la remise des églises aux catholiques, l'envoi en exil des clercs donatistes et l'interdiction de rebaptiser[5]. Les donatistes Isaac et Maximianus sont exécutés pour s'être opposés au décret[3].
- 24 novembre : l'évêque donatiste Marculus est exécuté sur l'ordre de Macarius à Nova Petra, près de Zana. Il aurait été précipité dans un  ravin ou se serait suicidé[3].

## Naissances en 347
- Jean Chrysostome à Antioche[2].
- Jérôme de Stridon, traducteur de la Bible de l'hébreu en latin (Vulgate).

## Décès en 347
- Marculus de Timgad